# Tymoteusz (Bel)
Tymoteusz, imię świeckie Cristian–Simion Bel (ur. 13 stycznia 1974 w Rohia) – duchowny Rumuńskiego Kościoła Prawosławnego, od 2018 biskup pomocniczy eparchii Maramureszu i Sătmaru.

## Życiorys
1 października 1993 został wyświęcony na diakona, 28 kwietnia 1994 złożył śluby zakonne. święcenia kapłańskie przyjął 14 maja 2005. 14 września 2006 uzyskał godność archimandryty. Chirotonię biskupią otrzymał 24 czerwca 2018.